# Kyrksten
Kyrksten est une localité de Suède dans la commune de Storfors située dans le comté de Värmland.
Sa population était de 260 habitants en 2019.